# Hussein El Shahat
Hussein Ali El Shahat Ali Hassan (en arabe : حسين علي الشحات علي حسن, né le 21 juin 1992) est un footballeur égyptien qui évolue au poste d'ailier ou de milieu offensif à Al Ahly.

## Carrière en club
El Shahat joue pour Misr El Maqasa de 2014 à 2018, avant de rejoindre Al Ain, où il remporte le championnat des Émirats arabes unis et termine vice-champion de la Coupe du monde des clubs 2018. Il marque un but en quart de finale de cette dernière compétition lors d'une victoire 3-0 contre l'Espérance sportive de Tunis.
En janvier 2019, El Shahat signe à Al Ahly. Le 4 février 2021, il marque le but de la victoire pour Al Ahly lors d'une victoire 1-0 contre Al-Duhail en Coupe du monde des clubs 2020.
Le 11 février 2023, El Shahat dispute son 12e match en Coupe du monde des clubs, dépassant ainsi ses compatriotes Mohamed Aboutrika, Wael Gomaa et Hossam Ashour. Plus tard dans l'année, le 15 décembre, il marque un but lors d'une victoire 3-1 contre Al-Ittihad en Coupe du monde des clubs 2023, son quatrième but dans cette compétition en quatre éditions différentes.

## Carrière internationale
Il est appelé en équipe nationale d'Égypte en août 2018, pour affronter le Niger lors des qualifications pour la CAN 2019.

## Statistiques

### En club
| Club           | Saison         | Championnat | Championnat | Coupe | Coupe | Coupe de la Ligue | Coupe de la Ligue | Compétition continentale | Compétition continentale | Autres | Autres | Total | Total |
| Club           | Saison         | M           | B           | M     | B     | M                 | B                 | M                        | B                        | M      | B      | M     | B     |
| -------------- | -------------- | ----------- | ----------- | ----- | ----- | ----------------- | ----------------- | ------------------------ | ------------------------ | ------ | ------ | ----- | ----- |
| Misr El Maqasa | 2014-2015      | 18          | 0           | 1     | 0     | −                 | −                 | −                        | −                        | −      | −      | 19    | 0     |
| Misr El Maqasa | 2015-2016      | 19          | 1           | 0     | 0     | −                 | −                 | −                        | −                        | −      | −      | 19    | 1     |
| Misr El Maqasa | 2016-2017      | 28          | 3           | 2     | 1     | −                 | −                 | −                        | −                        | −      | −      | 30    | 4     |
| Misr El Maqasa | 2017-2018      | 16          | 9           | 1     | 2     | −                 | −                 | −                        | −                        | −      | −      | 17    | 11    |
| Total Maqasa   | Total Maqasa   | 81          | 13          | 4     | 3     | −                 | −                 | −                        | −                        | −      | −      | 85    | 16    |
| Al Ain         | 2017-2018      | 11          | 7           | 4     | 3     | −                 | −                 | 6                        | 1                        | −      | −      | 21    | 11    |
| Al Ain         | 2018-2019      | 12          | 6           | 1     | 1     | 0                 | 0                 | −                        | −                        | 4      | 1      | 17    | 8     |
| Total Al Ain   | Total Al Ain   | 23          | 13          | 5     | 4     | 0                 | 0                 | 6                        | 1                        | 4      | 1      | 38    | 19    |
| Total carrière | Total carrière | 240         | 58          | 24    | 8     | 0                 | 0                 | 74                       | 21                       | 29     | 6      | 367   | 92    |

### En sélection
| Équipe nationale | Année | Sélections | Buts |
| ---------------- | ----- | ---------- | ---- |
| Égypte           | 2018  | 3          | 0    |
| Égypte           | 2019  | 3          | 0    |
| Égypte           | 2020  | 0          | 0    |
| Égypte           | 2021  | 1          | 0    |
| Total            | Total | 7          | 0    |

## Controverse
Le 30 mai 2024, El Shahat est condamné à un an de prison avec sursis sur trois ans et à une interdiction de sport de 5 ans sous réserve d'appel, ainsi qu'à une amende de 100 000 livres égyptiennes, après avoir agressé physiquement et verbalement le joueur de Pyramids FC, Mohamed Chibi, lors de la dernière journée de la saison 2022-2023,.
Le 9 novembre 2024, une réconciliation a lieu entre les deux joueurs lors d'une cérémonie de remise des trophées du championnat d'Égypte,.

## Palmarès

### Al Ain
- Championnat des Émirats arabes unis (1)
  - Champion en 2017-2018
- Coupe du monde des clubs de la FIFA
  - Finaliste en 2018

### Al Ahly
- Championnat d'Égypte (4)
  - Champion en 2018-2019, 2019-2020, 2022-2023 et 2023-2024
- Coupe d'Égypte (3)
  - Vainqueur en 2019-2020, 2021-2022 et 2022-2023
- Supercoupe d'Égypte (4)
  - Vainqueur en 2019, 2022-2023, 2023-2024 et 2024
- Ligue des champions de la CAF (4)
  - Vainqueur en 2019-2020, 2020-2021, 2022-2023 et 2023-2024
- Supercoupe de la CAF (2)
  - Vainqueur en 2021 (mai) et 2021 (décembre)